# Orthoyoldia solenoides
Orthoyoldia solenoides is een tweekleppigensoort uit de familie van de Yoldiidae. De wetenschappelijke naam van de soort is voor het eerst geldig gepubliceerd in 1881 door Dall.